# اریک ریموند
اریک اس. ریموند (به انگلیسی: Eric S. Raymond) برنامه‌نویس، محقق و تاریخ‌نگار فرهنگ هکرهای رایانه‌ای نویسندهٔ مقاله کلیسای جامع و بازار می‌باشد.

## زندگی
وی در ۴ دسامبر ۱۹۵۷ به دنیا آمد. نویسنده کتاب کلیسای جامع و بازار و معرف Jargon File (تعریف لغتنامهای تازه برای هکرها) همچنین در کنار انتشار این لغتنامهٔ تخصصی اعتبار، اصلی او به عنوان یک تاریخ‌نگار و انسان‌شناس در زمینه فرهنگ هکرها، بعد از سال ۱۹۹۷ (میلادی) به نوعی به یک پیشتاز در دنیای نرم‌افزار متن‌باز تبدیل شد و رهبری و هدایت این جامعه را به عهده گرفت. امروزه به عنوان یک شخصیت بحث‌برانگیز و ستیزگر شناخته می‌شود. تلاشهای او آنچنان که اندکی از آنها در این نوشته آورده شده‌است، آقای ریموند را به جامعهٔ متن‌باز و نرم‌افزار متن‌باز شناسانده‌است. جامعه‌ای که سهم زیادی در تشکیل آن داشته و او را به عنوان پدر جامعه بازمتن می‌شناسند. هر حرکتی نقطه آغازی دارد، بسیاری از پروژه‌ها و جنبش‌های نرم‌افزار متن‌باز از فردی به نام اریک ریموند آغاز می‌گردند.

## پروژه‌ها
- در پروژه‌های زیادی شرکت داشته‌است و از کارهای زیادی حمایت و پشتیبانی می‌کند.
- وی همچنین در دو مستند سیستم عامل انقلابی و کد، که دربارهٔ داستان شکل‌گیری سیستم عامل گنو/لینوکس و بنیاد نرم‌افزارهای آزاد است، حضور دارد.

## برنامه‌نویسی
اینترنت و ارتباطات، برنامه‌های کمکی برای مکتوب کردن، زبانهای سودمند و برنامه‌نویسی، برنامه‌های کمکی برای برنامه‌نویسی، برنامه‌های کمکی برای دستگاهای مختلف و لوازم جانبی، بازی و کمک به برنامه‌های دیگران.

## نویسندگی
در زمینه‌هایی از جمله انسان‌شناسی هکر بودن و نرم‌افزار متن‌باز مطلب می‌نویسد. یک نویسنده مقاله‌های فنی علمی و… است. نوشته‌های او تأثیر خوبی روی تعداد زیادی از افراد جامعه گذاشته‌است. شهرت او در درجه اول به افکار و نوشته‌های او مربوط می‌شود تا برنامه‌نویسی.
ریموند همچنین در وبلاگ شخصی‌اش  در مورد نرم‌افزار آزاد، سیاست و … می‌نویسد.